# Hans Stimmer
Johann „Hans“ Stimmer (* 30. Januar 1892 in Oberornau, Landkreis Wasserburg am Inn; † 27. Mai 1979 in Haag in Oberbayern) war ein deutscher Landwirt und Politiker (BVP).

## Leben und Wirken
Stimmer besuchte von 1898 bis 1906 die Volksschule in Oberornau. Anschließend wurde er von 1906 bis 1908 an der landwirtschaftlichen Winterschule in Mühldorf am Inn ausgebildet.
Vom 1. Juni 1915 bis zu einer Verwundung am 2. September 1918 nahm er am Ersten Weltkrieg teil. Im Krieg kämpfte Stimmer als Mitglied der Gebirgsmaschinengewehrabteilung 207 in Italien, Serbien, Mazedonien und an der Westfront. Für seine Leistungen wurde er mit dem Eisernen Kreuz 2. Klasse, dem Bayerischen Militärverdienstkreuz 2. Klasse mit Krone und Schwertern, dem Österreichischen Großen Tapferkeitskreuz und dem Bulgarischen Silbernen Tapferkeitskreuz ausgezeichnet.
Nach dem Krieg lebte Stimmer als Bauer in Forsthub. 1920 heiratete er. Während der Weimarer Republik engagierte Stimmer sich in der Bayerischen Volkspartei (BVP). In dieser gehörte er zunächst dem Wirtschaftsbeirat der BVP an. Daneben war er Bezirksobmann des Bayerischen christlichen Bauernvereins in Mühldorf. Ferner war er Mitglied der Bauernkammer und des Bezirkstages Mühldorf sowie 2. Vorsitzender des Landwirtschaftlichen Bezirksvereins Mühldorf.
Im Juli 1932 wurde Stimmer als Kandidat der BVP für den Wahlkreis 24 (Oberbayern-Schwaben) in den Reichstag gewählt, dem er in der Folge bis zum Juli 1933 angehörte. In die Zeit von Stimmers Zugehörigkeit zum deutschen Parlament fiel unter anderem die Verabschiedung des Ermächtigungsgesetzes, die auch mit Stimmers Stimme beschlossen wurde. Am 27. Juni 1933 wurde Stimmer zusammen mit Alois Hundhammer und Michael Horlacher festgenommen und einige Tage in Haft gehalten. Unmittelbar nach seiner Haftentlassung legte Stimmer sein Parlamentsmandat nieder und zog sich ins Privatleben zurück.

## Auszeichnungen
- 1959: Bayerischer Verdienstorden